# 阿特拉斯工厂
阿特拉斯工厂股份有限公司是一德国造船公司，坐落于德国不来梅；成立于1911年。
第一次世界大战期间，阿特拉斯公司为德意志帝国海军建造了一艘U151级潜艇，为U-156号。
1964年，克虏伯收购了阿特拉斯公司的多数股权，其公司的电子部门被分离出来成立新的公司名为阿特拉斯电子（德語：Atlas Elektronik）。1969年，其所有造船业业务终止。